# Marko Obradović
Marko Obradović (in serbo Марко Обрадовић?; Belgrado, 30 giugno 1991) è un calciatore serbo naturalizzato montenegrino, attaccante del Napredak Kruševac.

## Carriera

### Club
Ha giocato nella massima serie belga, in quella bosniaca, in quella kazaka, in quella russa, in quella bielorussa ed in quella uzbeka.

### Nazionale
Ha giocato nella nazionale serba Under-17 e nella nazionale montenegrina Under-19.

## Palmarès

### Club

#### Competizioni nazionali
- Coppa di Bosnia ed Erzegovina: 1

Radnik Bijeljina: 2015-2016

### Individuale
- Capocannoniere della Coppa di Bosnia: 1

2016-2017 (5 gol)